# Danny Barrera
Danny Barrera, Bogotá, Colombia, 8 de enero de 1990 es un futbolista colombiano nacionalizado estadounidense. Juega como centrocampista en el Hartford Athletic de la USL.
Su hermano Diego Barrera también es futbolista profesional y juega para el Phitsanulok FC de la Segunda División de Tailandia.

## Selección
- Ha sido internacional con la Selección Sub-18 de Estados Unidos en 4 ocasiones.
- Ha sido internacional con la Selección Sub-17 de Estados Unidos en 3 ocasiones anotando 1 gol.

## Clubes
ref.
| Club                  | País           | Año           |
| --------------------- | -------------- | ------------- |
| Ventura County Fusion | Estados Unidos | 2008 - 2011   |
| Spartak Subotica      | Serbia         | 2011          |
| Ventura County Fusion | Estados Unidos | 2012          |
| Atlanta Silverbacks   | Estados Unidos | 2013          |
| San Antonio Scorpions | Estados Unidos | 2014          |
| Carolina RailHawks    | Estados Unidos | 2014          |
| Sacramento Republic   | Estados Unidos | 2015-2017     |
| Fresno                | Estados Unidos | 2018          |
| Cal FC                | Estados Unidos | 2019          |
| Hartford Athletic     | Estados Unidos | 2019-presente |

## Estadísticas
| Club                                  | Temporada           | Liga  | Liga  | Copa Nacional | Copa Nacional | Copa Internacional | Copa Internacional | Total | Total |
| Club                                  | Temporada           | Part. | Goles | Part.         | Goles         | Part.              | Goles              | Part. | Goles |
| ------------------------------------- | ------------------- | ----- | ----- | ------------- | ------------- | ------------------ | ------------------ | ----- | ----- |
| Ventura County Fusion Estados Unidos  | 2008/10             | 2     | 0     | 1             | 0             | -                  | -                  | 3     | 0     |
| Ventura County Fusion Estados Unidos  | 2011                | 35    | 13    | 1             | 0             | -                  | -                  | 36    | 13    |
| Ventura County Fusion Estados Unidos  | Total               | 37    | 13    | 2             | 0             | 0                  | 0                  | 39    | 13    |
| Spartak Subotica Serbia               | 2011/12             | 1     | 0     | 0             | 0             | -                  | -                  | 1     | 0     |
| Spartak Subotica Serbia               | Total               | 1     | 0     | 0             | 0             | 0                  | 0                  | 1     | 0     |
| Ventura County Fusion Estados Unidos  | 2012                | 6     | 0     | 2             | 0             | -                  | -                  | 8     | 0     |
| Ventura County Fusion Estados Unidos  | Total               | 6     | 0     | 2             | 0             | 0                  | 0                  | 8     | 0     |
| Atlanta Silverbacks Estados Unidos    | 2012                | 9     | 1     | 0             | 0             | -                  | -                  | 9     | 1     |
| Atlanta Silverbacks Estados Unidos    | 2013                | 22    | 4     | 1             | 0             | -                  | -                  | 23    | 4     |
| Atlanta Silverbacks Estados Unidos    | Total               | 31    | 5     | 1             | 0             | 0                  | 0                  | 32    | 5     |
| San Antonio Scorpions Estados Unidos  | 2014                | 13    | 1     | 2             | 0             | -                  | -                  | 15    | 1     |
| San Antonio Scorpions Estados Unidos  | Total               | 13    | 1     | 2             | 0             | 0                  | 0                  | 15    | 1     |
| Carolina RailHawks FC Estados Unidos  | 2014                | 10    | 1     | 0             | 0             | -                  | -                  | 10    | 1     |
| Carolina RailHawks FC Estados Unidos  | Total               | 10    | 1     | 0             | 0             | 0                  | 0                  | 10    | 1     |
| Sacramento Republic FC Estados Unidos | 2015                | 17    | 2     | 0             | 0             | -                  | -                  | 17    | 2     |
| Sacramento Republic FC Estados Unidos | 2016                | 31    | 3     | 1             | 0             | -                  | -                  | 32    | 3     |
| Sacramento Republic FC Estados Unidos | 2017                | 8     | 0     | 0             | 0             | -                  | -                  | 8     | 0     |
| Sacramento Republic FC Estados Unidos | Total               | 56    | 5     | 1             | 0             | 0                  | 0                  | 57    | 5     |
| Total en su carrera                   | Total en su carrera | 154   | 25    | 8             | 0             | 0                  | 0                  | 162   | 25    |